# Selenops secretus
Espèce
Synonymes
- Selenops secreta Hirst, 1911

Statut de conservation UICN

 LC  : Préoccupation mineure
Selenops secretus est une espèce d'araignées aranéomorphes de la famille des Selenopidae.

## Distribution
Cette espèce est endémique des Seychelles.

## Description
Le mâle mesure 9,75 mm et la femelle 15,5 mm.

## Publication originale
- Hirst, 1911 : The Araneae, Opiliones and Pseudoscorpiones. Percy Sladen Trust Expedition to the Indian Ocean in 1905 under the leadership of Mr. J. Stanley Gardiner. Transactions of the Linnean Society of London. 2d ser.: Zoology, vol. 14, p. 379-395 (texte intégral).